# 536년

## 연호
- 남량(南梁) 대동(大同) 2년
- 동위(東魏) 천평(天平) 3년
- 서위(西魏) 대통(大統) 2년
- 신라(新羅) 건원(建元) 원년

## 기년
- 남량(南梁) 무제(武帝) 35년
- 동위(東魏) 효정제(孝靜帝) 3년
- 서위(西魏) 경문제(景文帝) 2년
- 신라(新羅) 법흥왕(法興王)  23년
- 고구려(高句麗) 안원왕(安原王) 6년
- 백제(百濟) 성왕(聖王) 14년

## 사건
- 신라가 최초로 연호를 칭하다.
- 비티게스가 동고트왕국의 제4대 국왕이 되다.
- 12월 9일 - 동로마 제국의 장군 벨리사리우스가 로마에 입성하다.

## 사망
- 4월 22일 - 교황 아가피토 1세, 57대 로마 교황.
- 테오다하드, 동고트왕국 3대 국왕.